# Amygdalum americanum
Amygdalum americanum is een tweekleppigensoort uit de familie van de Mytilidae. De wetenschappelijke naam van de soort is voor het eerst geldig gepubliceerd in 1955 door Soot-Ryen.